# لوغانة حورية الأوراق
لوغانة حورية الأوراق (الاسم العلمي:Logania populifolia) هي نوع من النباتات تتبع جنس اللوغانة من الفصيلة اللوغانية.